# 时间服务器
時間伺服器是一種電腦網絡儀器，它從參考時鐘獲取實際時間，再利用電腦網絡把時間資訊傳遞給用戶。雖然還有一些比較少用或過時的協定仍然在使用，但現時最重要及廣泛使用，作為時間資訊傳送和同步化的協定是網路時間協定（NTP）。伺服器所參考的時間資訊可以是從另一時間伺服器、連線的原子鐘或無線電時鐘所提供。
使用附加的軟件可提升現有網絡伺服器成為時間伺服器，NTP的官方網頁免費提供了不少於常用操作系統上安裝時間伺服器的參考資料。此外，坊間亦有提供專用時間伺服器。

## 外部連結
- 網絡時間協定（NTP）官方網站 （页面存档备份，存于）
- 香港天文台网络时间服务 （页面存档备份，存于）
- 视窗XP客户校对计算机时钟 （页面存档备份，存于）